# 2012年6月

## 6月1日
- 人民币和日元直接交易在上海和东京两地市场启动。新华网 Archive.today的存檔，存档日期2013-04-28

## 6月2日
- 埃及前總統穆罕默德·胡斯尼·穆巴拉克因參與殺害2011年埃及革命示威者被判處終身監禁。 BBC（页面存档备份，存于）
- 中国科学家在青海三江源地区首次拍摄到雪豹影像。CCTV（页面存档备份，存于）CCTV（页面存档备份，存于）

## 6月3日
- 英國舉行浩大的千帆巡遊泰晤士河活動，紀念伊利沙伯二世登基鑽禧。 BBC中文網（页面存档备份，存于）
- 丹納航空（Dana Air）992號班機在降落時墜毀並撞上住宅區，造成機上153人及地面民眾罹難。 中央社BBC（页面存档备份，存于）

## 6月5日
- 亚洲、大洋洲、北美洲、欧洲大部、非洲东部、南美洲西北部出现金星凌日天象，为21世纪最后一次金星凌日。BBC（页面存档备份，存于）BBC（页面存档备份，存于）

## 6月6日
- 智利、秘魯、哥倫比亞與墨西哥等國簽署協議，宣布創建太平洋聯盟（Pacific Alliance），實現地區經濟一體化，加強與亞太地區的貿易關係。新华网（页面存档备份，存于）

## 6月7日
- 中国大陆2012年高考开始。CCTV（页面存档备份，存于）新浪网（页面存档备份，存于）维基新闻（页面存档备份，存于）
- 上海合作组织在北京举行元首理事会第12次会议。新华网（页面存档备份，存于）

## 6月8日
- 2012年欧洲杯开幕。CCTV（页面存档备份，存于）腾讯网（页面存档备份，存于）

## 6月9日
- 俄罗斯选手玛丽亚·莎拉波娃获得2012年法国网球公开赛女子单打比赛的冠军。网易

## 6月11日
- 西班牙选手拉斐尔·纳达尔获得2012年法国网球公开赛男子单打比赛的冠军。新民网

## 6月13日
- 美国航空航天局核光谱望远镜阵列在马绍尔群岛夸贾林环礁由飞马座XL火箭搭载升空。新华网 Archive.today的存檔，存档日期2013-04-28

## 6月15日
- 美國高空飛人尼克·瓦倫達從尼亞加拉大瀑布上的高空鋼絲上成功跨越。新华网（页面存档备份，存于）
- 美国航空航天局宣布，1977年发射的旅行者1号已抵达太阳系的边缘，将成为首个脱离太阳系的人造物体。新浪（页面存档备份，存于）

## 6月16日
- 中国神舟九号飞船在内蒙古自治区酒泉卫星发射中心由长征二号F遥九运载火箭搭载升空，将与天宫一号目标飞行器对接。新华网（页面存档备份，存于）
- 目前暫時掌管埃及國家政權的武裝部隊最高委員會主席坦塔維決定，正式告知最高憲法法院判決，要求埃及人民议会解散。新华网（页面存档备份，存于）

## 6月17日
- 安东尼斯·萨马拉斯率领的新民主党在希腊议会选举中获胜，成为议会第一大党。华尔街日报

## 6月21日
- 迈阿密热火队在2012年NBA总决赛中击败俄克拉何马城雷霆队，获得2011年至2012年NBA赛季的总冠军。正北方网

## 6月22日
- 巴拉圭总统费尔南多·卢戈遭参议院弹劾下台，副总统费德里科·弗朗哥接任总统一职。环球网（页面存档备份，存于）

## 6月24日
- 穆斯林兄弟會的候選人穆罕默德·穆爾西在埃及總統選舉中获胜，将成为2011年埃及革命后的首任总统。BBC中文網（页面存档备份，存于）
- 加拉帕戈斯象龟的一个亚种平塔岛象龟已知的最后一个个体孤独乔治在厄瓜多尔加拉巴戈斯国家公园内去世。环球网（页面存档备份，存于）

## 6月29日
- 神舟九号飞船返回舱顺利降落在中国内蒙古中部主着陆场预定区域，3名航天员健康出舱。新华网